# Leucophlebia hogenesi
Leucophlebia hogenesi là một loài bướm đêm thuộc họ Sphingidae. Nó được tìm thấy ở Sri Lanka.